# Megalagrion oahuense
Megalagrion oahuense је инсект из реда Odonata и фамилије Coenagrionidae. 

## Угроженост
Ова врста се сматра рањивом у погледу угрожености врсте од изумирања.

## Распрострањење
Сједињене Америчке Државе (само Хаваји) су једино познато природно станиште врсте.

## Станиште
Врста Megalagrion oahuense има станиште на копну.